# Reggie (lutador)
Sidney Iking Bateman (nascido em 13 de março de 1993) é um lutador profissional americano e ex-acrobata. Atualmente trabalha na WWE, onde atua na marca Raw sob o nome de ringue Reggie.

## Início de vida
Sidney Iking Bateman nasceu um dos oito irmãos em Memphis, Tennessee em 13 de março de 1993 - mas foi criado em St. Louis, Missouri. Ele jogava futebol e basquete com circo como um hobby paralelo, mas desistiu disso quando, aos 16 anos, ele se juntou a uma gangue chamada Crips do 50 Hundred GST (Geraldine Street Thugs). Durante seu primeiro ano no ensino médio, um de seus amigos foi morto a tiros por um membro de uma gangue rival, levando Bateman a deixar de viver uma vida de gangue e voltar a se concentrar em suas aspirações de circo.

## Carreira na luta livre profissional

### WWE (2020–presente)
Em 14 de janeiro de 2020, Bateman assinou um contrato com a WWE. No episódio de 11 de dezembro do SmackDown, Bateman, sob o nome de ringue Reginald Thomas, logo depois abreviado para Reginald, estreou como o sommelier francês de Carmella, onde ele a ajudaria durante sua rivalidade com Sasha Banks. Em 22 de janeiro de 2021 no episódio do SmackDown, Reginald fez sua estreia no ringue em uma luta intergênero, enfrentando Banks em um combate perdido. Seu relacionamento com Carmella terminou no episódio de 5 de março do SmackDown, quando ela o demitiu. Depois de uma curta aliança com Sasha Banks, Reginald então administrou a equipe de Nia Jax e Shayna Baszler de março a julho, mas a equipe se voltou contra ele no episódio de 19 de julho do Raw. Mais tarde naquela noite, ele ganhou o Campeonato 24/7 da WWE quando derrotou Akira Tozawa, marcando sua primeira vitória de título na WWE.
No episódio de 30 de julho do SmackDown, seu nome foi encurtado para Reggie. Além de encurtar seu nome, ele também abandonou seu sotaque francês, afirmando que não era realmente francês e só agia como se fosse porque Carmella precisava de um sommelier e isso colocou o pé na porta para se tornar um lutador da empresa. Em 25 de setembro de 2021, ele se tornou o Campeão 24/7 reinante por mais tempo. No Raw de 8 de novembro, Reggie perdeu o Campeonato 24/7 para Drake Maverick, terminando seu reinado em 113 dias; no entanto, ele recuperou o título de Maverick um minuto depois, após uma série de mudanças de título. No Raw de 22 de novembro, Reggie perdeu o título para Cedric Alexander, terminando seu segundo reinado em 12 dias. Ele então ajudou Dana Brooke a manter o título por alguns meses, depois a convidou para sair no Dia dos Namorados, embora ela o tenha recusado. Ele então a derrotou em vingança para ganhar o título pela 3ª vez. Uma semana depois, Reggie perdeu o título de volta para Dana Brooke depois que ele caiu no ringue, apesar de chutar a contagem de 2 duas vezes, além de jogar jogos mentais, Dana marcou o pinfall com um liplock em Reggie. Eles então começaram a namorar, com Reggie mais uma vez ajudando-a a manter o título. Em 28 de março eles ficaram (kayfabe) noivos. No Raw de 18 de abril, durante seu casamento, Reggie derrotou seu parceiro para ganhar o título 24/7, perdendo para Tamina logo depois. Em 2 de maio, Brooke perdeu o título 24/7 para Nikki A.S.H durante um ataque nos bastidores. Brooke logo recuperou o título por pinfall em uma luta pelo Campeonato 24/7. Brooke também pediu o divórcio de Reggie, depois que ele tentou prendê-la.

## Vida pessoal
Bateman é pai de 2 filhos e costumava se apresentar no circo, principalmente no Cirque du Soleil, treinando no Circus Harmony por sete anos e em Montreal por outros três.

## Campeonatos e conquistas
- WWE
  - Campeonato 24/7 da WWE (4 vezes)[15]